# 馬籠宿
35°31′29″N 137°33′30″E / 35.5247222222°N 137.558333333°E

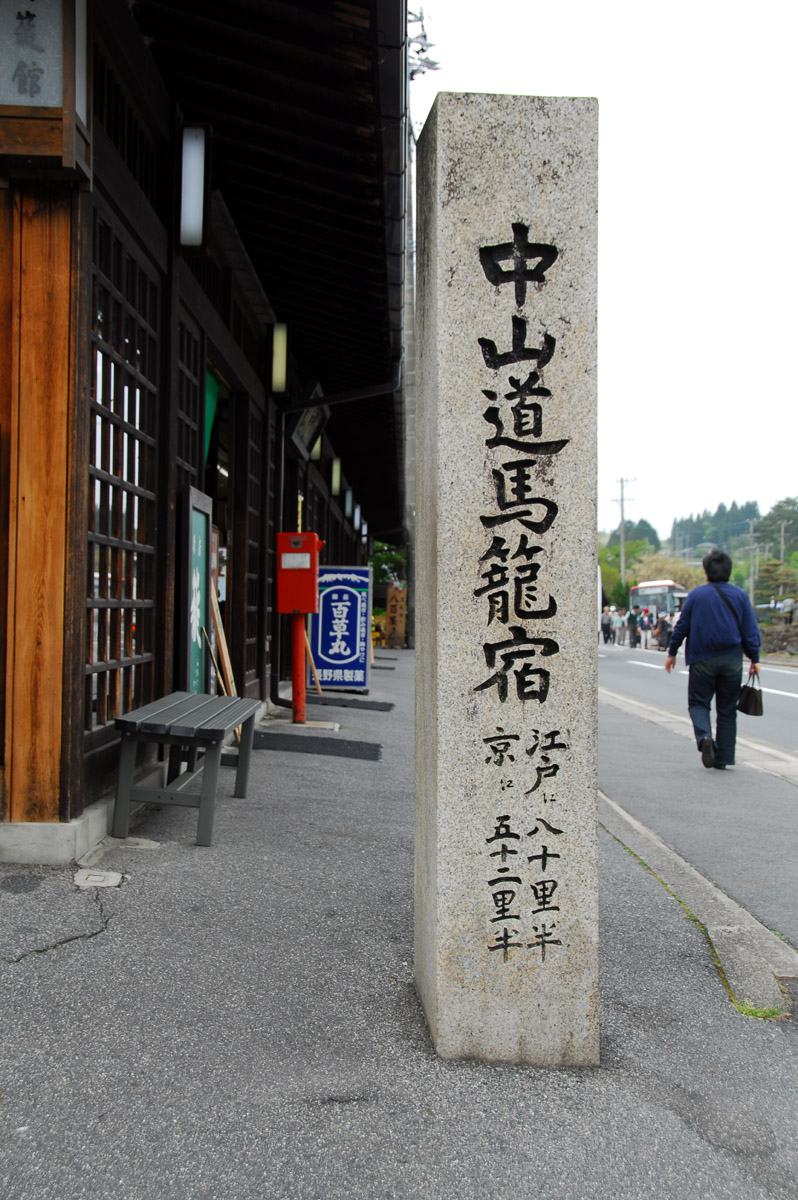
馬籠宿入口附近的里程碑

馬籠宿（日语：／ Magome-juku）是一位於日本岐阜縣中津川市（原屬長野縣木曾郡山口村，但在2005年2月時的越縣合併中被編入岐阜縣內）的日本古驛道宿場遺跡，其與隔鄰的妻籠宿一同都是該縣著名的觀光景點。馬籠宿是中山道六十九次（中山道沿線的69個宿場）之一，名列第43次，也是信濃國境內木曾十一宿中位置最南的一個。
由於曾經在1895年（明治28年）與1915年（大正4年）時發生過大火，整條老街除了中央的石造階梯與被稱為「枡形」的隘口之外，皆為事後復原重建。但由於石板坡道旁的老街建築大抵維持了江戶時代的原樣，頗受觀光客歡迎，尤其是宿場本陣（主屋）所改成的藤村紀念館（舊本陣 島崎藤村生家跡）。該館是紀念生長在此屋、明治時代著名的小說家與詩人島崎藤村，他的長篇歷史小說《拂曉前》就是以故鄉馬籠作為舞台所撰著的。

## 圖片集

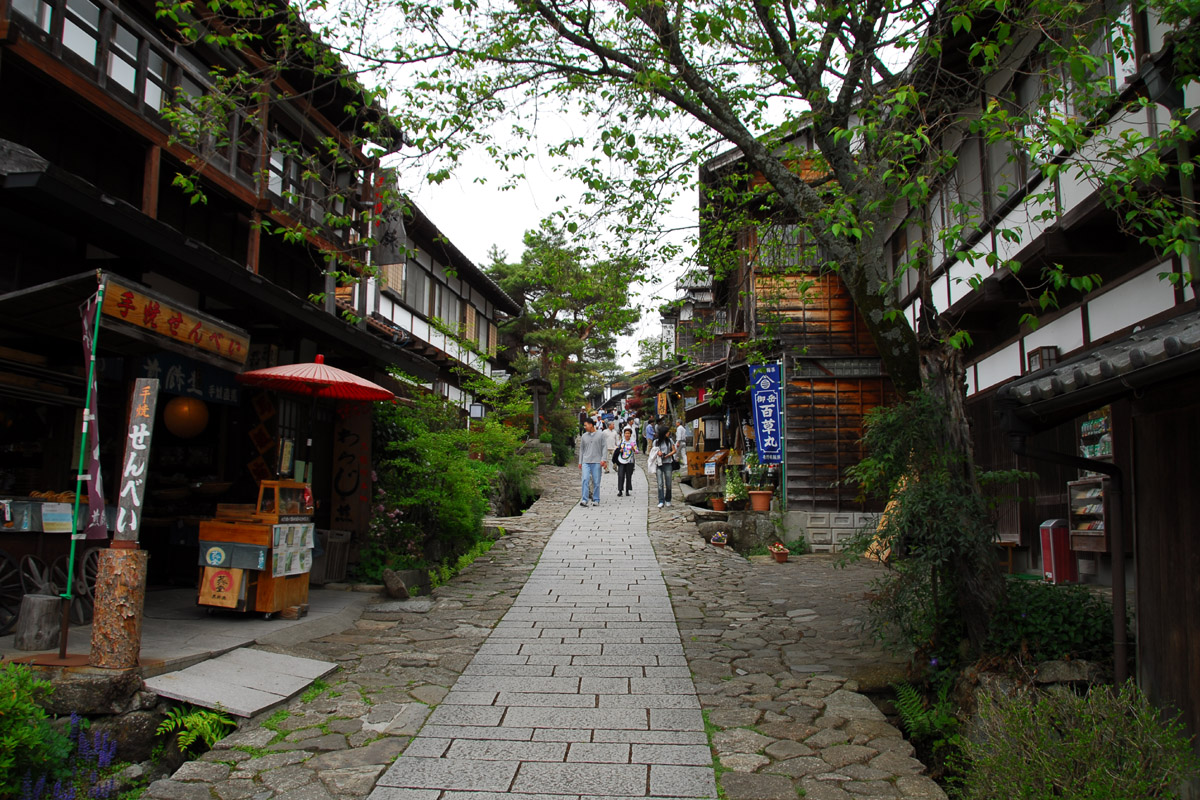
馬籠宿的坡道與兩旁的江戶建築
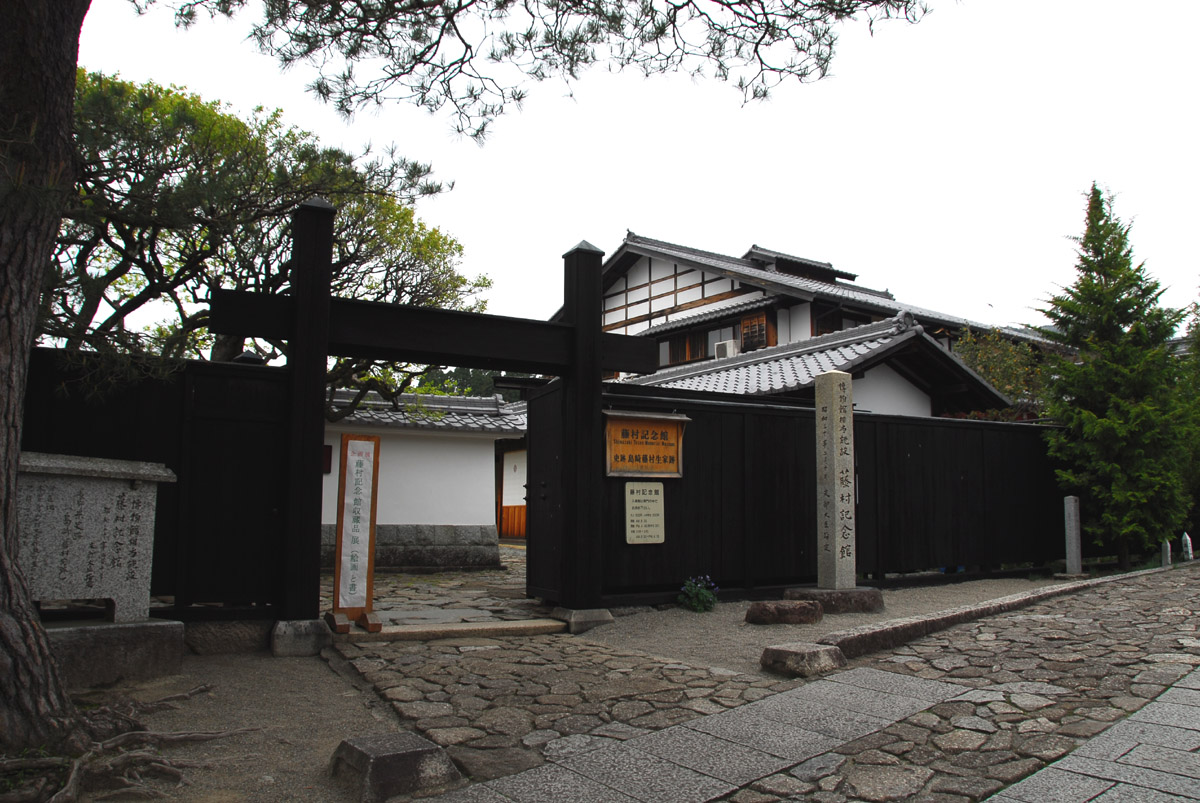
島崎紀念館，原本曾是馬籠宿的舊本陣（供貴族階級住宿用的宿場主屋，通常都是借用自當地仕紳的住宅）
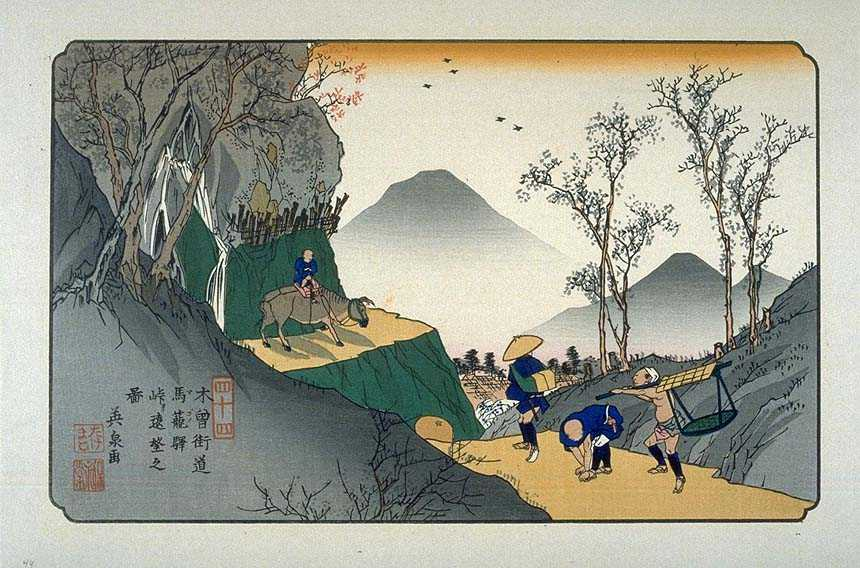
溪齋英泉所繪的《木曾街道六十九次、馬籠》
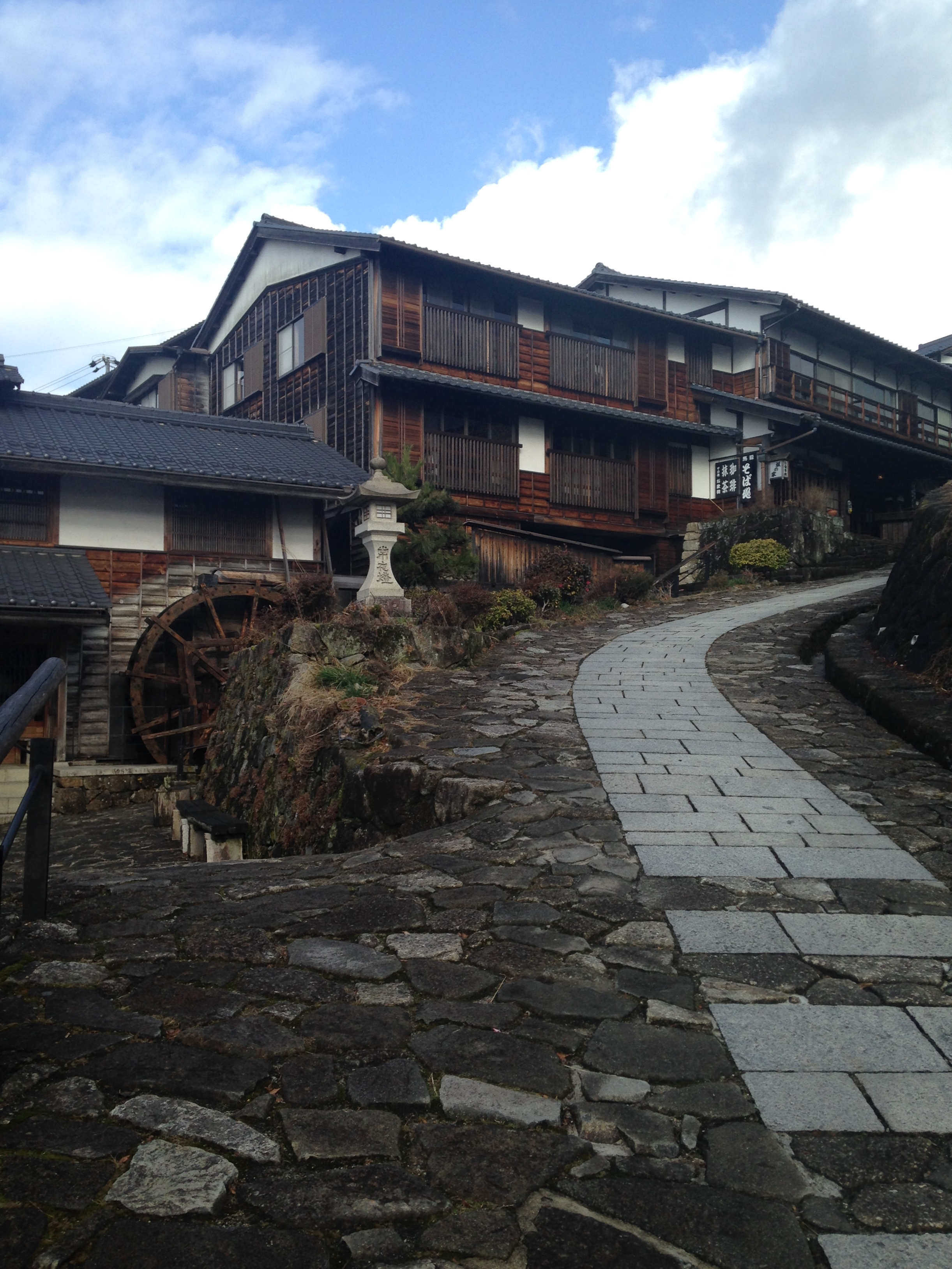
水車
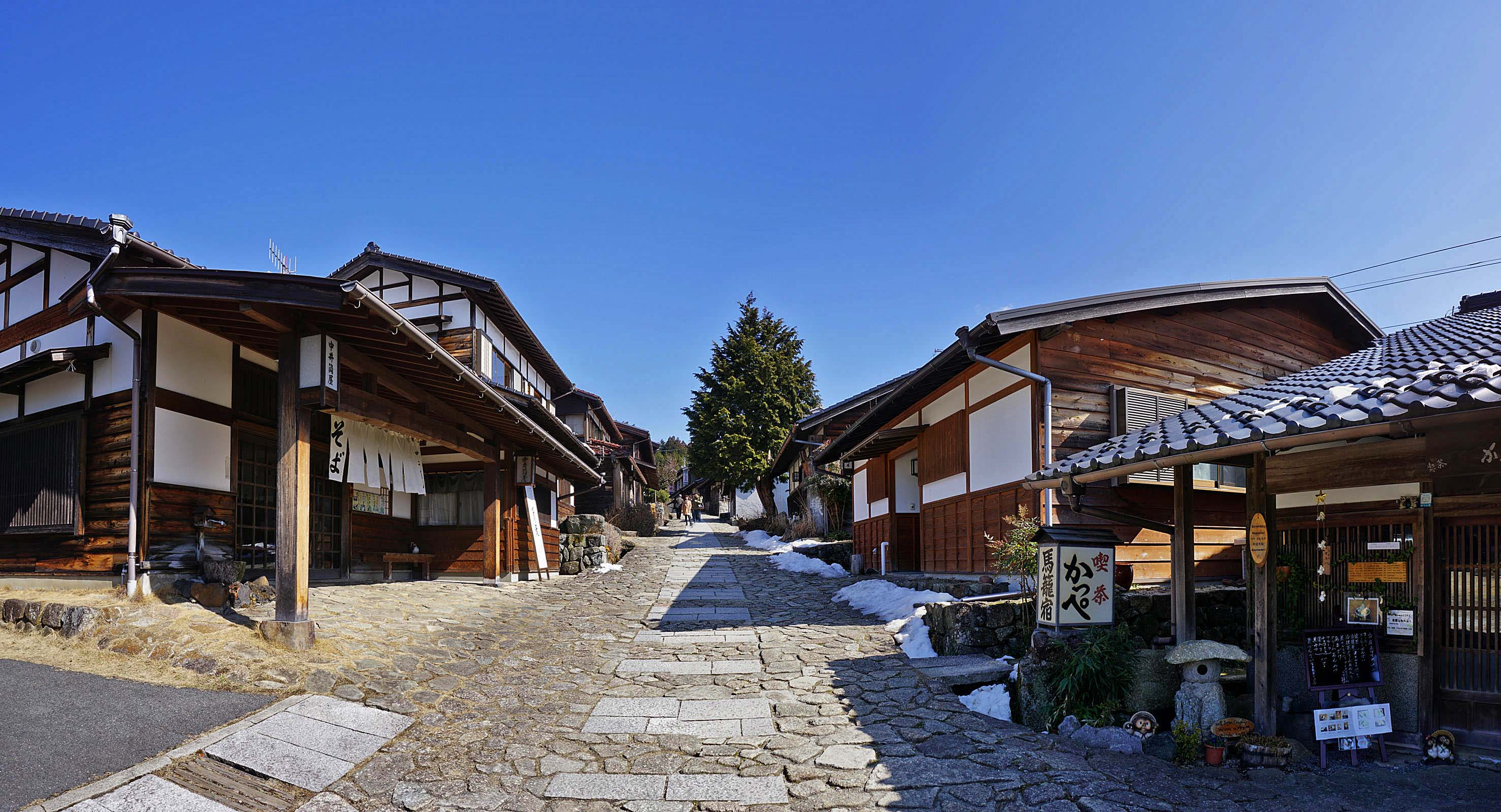
荞麦面(左)咖啡店(右)